# Anne Bradstreet

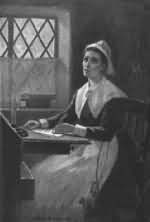
Anne Bradstreet

Anne Bradstreet (geboren um 1612 in Northampton, England; gestorben am 16. September 1672 in Andover, Massachusetts) war die erste Dichterin englischer Sprache, deren Werke in den Kolonien der neuen Welt publiziert wurden.

## Leben und Werk
Sie kam 1630 mit der Flotte John Winthrops nach Neuengland. Ihr Vater war Thomas Dudley, späterer mehrmaliger Gouverneur der Massachusetts Bay Colony. Mit 16 Jahren heiratete sie Simon Bradstreet, der nach ihrem Tode ebenfalls Gouverneur (1679–1686 und 1689–1692) der Kolonie wurde. Zunächst lebten sie in Ipswich (Massachusetts), später in Andover. Anne Bradstreet war Mutter von acht Kindern.
Bradstreet schrieb vor allem religiöse Lyrik, die die puritanischen Glaubensvorstellungen ihrer Zeit widerspiegeln, aber auch Gedichte über die Freuden des Ehelebens und des Mutterdaseins. Ihr bekanntestes Gedicht ist wohl die Ode To My Dear and Loving Husband. Zudem schrieb sie eine Reihe von Quaternions, Gedichten also, die die vier Jahreszeiten, die vier Elemente und so weiter zum Thema haben. Als Vorbilder für ihr literarisches Schaffen wären der französische Lyriker Guillaume du Bartas und die englischen Schriftsteller Edmund Spenser und Sir Philip Sidney zu nennen.
1650 wurden einige ihrer Gedichte unter dem Titel The Tenth Muse Lately Sprung Up in America offenbar ohne ihr Einverständnis in London veröffentlicht. Weitere Gedichte wurden 1678 postum unter dem Titel Several Poems Compiled with Great Variety of Wit and Learning veröffentlicht, weitere erst 1867.
Ihre letzte Ruhestätte fand sie auf dem Old Burying Point in Salem (Massachusetts).